# Alphonse-Georges Reyen
Alphonse-Georges Reyen (1844-1910) est un peintre et maître verrier-graveur français.

## Biographie
Il naît en 1844 et décède en 1910.
Il commence sa carrière dans les années 1870 en tant que graveur et coloriste de vitraux.
Il a notamment collaboré à partir de 1877 avec Eugène Rousseau qui a déclaré lui devoir beaucoup. Il est son élève et son œuvre porte l´héritage de cet enseignement, tout comme c´est le cas pour Léveillé, lui aussi collaborateur d´Eugène Rousseau. Le japonisme qu´il a découvert auprès de Rousseau se retrouve par la suite dans ses réalisations.
Il travaille plus tard avec Émile Gallé, qui lui enseigne des techniques de verrerie comme la gravure à l´acide, ou encore la gravure à la roue.
Dans les années 1890, Reyen ouvre son propre atelier 17 boulevard de Solférino à Rueil[Lequel ?], et produit de nombreuses œuvres fortement influencées par des motifs naturels (flore, faune) et japonisants.
Il compte parmi les précurseurs de l'Art nouveau en France.